# Camille de Peretti

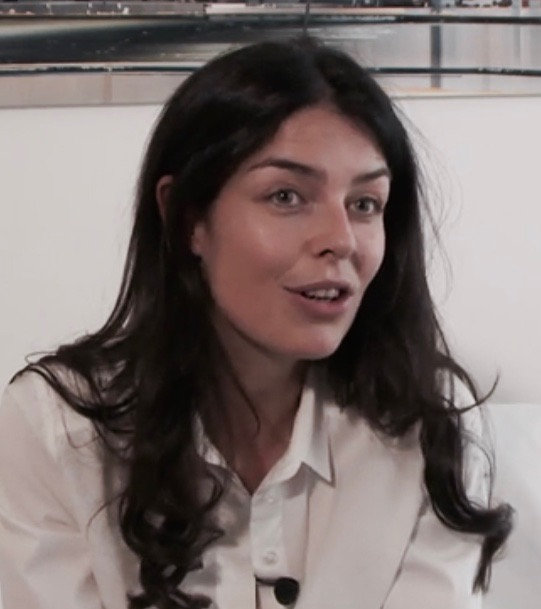
Camille de Peretti

Camille de Peretti (* 1980 in Paris) ist eine französische Autorin.

## Leben
De Peretti besuchte die zweisprachige (Französisch-Englisch) École active bilingue Jannine-Manuel in Paris und legte danach weiterführende Lehrgänge ab, um anschließend die École supérieure des sciences économiques et commerciales (ESSEC) zu besuchen. Es folgten eine Lehre als Finanzanalystin bei einer Geschäftsbank in Singapur. Sie lehrte im japanischen Fernsehen französische Küche und belegte Kurse an der Pariser Schauspielschule Cours Florent, bevor sie schließlich ihre eigene Firma für Eventmanagement aufmachte.
Seit 2005 veröffentlichte de Peretti Bücher in französischer Sprache, von denen drei in deutscher Übersetzung vorliegen. Die Autorin lebt und arbeitet in Paris.

## Veröffentlichungen
- 2005: Thornytorinx. Éditions Belfond, Paris, ISBN 2-7144-4142-4.
- 2006: Nous sommes cruels. Èditions Stock, Paris, ISBN 2-234-05967-4.
- 2008: Nous veillirons ensemble. Éditions Stock, Paris, ISBN 978-2-234-06124-8.
  - 2011: deutsch von Hinrich Schmidt-Henkel: Wir werden zusammen alt. Rowohlt, Reinbek bei Hamburg, ISBN 978-3-498-05307-9.
- 2011: La Casati. Éditions Stock, Paris, ISBN 978-2-234-06453-9.
  - 2013: deutsch von Hinrich Schmidt-Henkel: Der Zauber der Casati. Rowohlt, Reinbek bei Hamburg, ISBN 978-3-498-05312-3.
- 2014: Petits arrangements avec nos cœrs. Éditions Stock, Paris, ISBN 978-2-234-07099-8. 2015: Deutsch von Hinrich Schmidt-Henkel: Die kleinen Arrangements unserer Herzen. Rowohlt, Reinbek bei Hamburg, ISBN 978-3-498-05316-1.

## Preise und Auszeichnungen
- 2005: Prix du Festival du Premier Roman de Chambéry für Thornitorinx.
- Literatur von und über Camille de Peretti im SUDOC-Katalog (Verbund französischer Universitätsbibliotheken)